# لالروتتهارا لالروتتهارا
لالروتتهارا لالروتتهارا (7 يناير 1995 بميزورام في الهند - ) هو لاعب كرة قدم هندي في مركز الدفاع. لعب مع نادي أيزاول وChanmari FC ‏.

## وصلات خارجية
- لالروتتهارا لالروتتهارا على موقع قاعدة بيانات كرة القدم.إي يو (الإنجليزية)
- لالروتتهارا لالروتتهارا على موقع Soccerway.com (الإنجليزية)
- لالروتتهارا لالروتتهارا على موقع عالم كرة القدم.نت (الإنجليزية)